# Ahmed Maher (Politiker, 1935)
Ahmad Maher (arabisch أحمد ماهر, DMG Aḥmad Māhir; * 14. September 1935; † 27. September 2010) war ein ägyptischer Diplomat und Politiker.

## Biografie
Maher entstammte einer bekannten ägyptischen Familie. Sein Großvater Ahmed Maher Pascha war 1944/1945 für gut vier Monate Premierminister, während sein Bruder Ali Maher ebenfalls Diplomat war.
Er selbst studierte Rechtswissenschaft an der Universität Kairo und begann seine Laufbahn im diplomatischen Dienst als Attaché 1957. Während seiner diplomatischen Laufbahn war er an den Botschaften in Zaire, Frankreich, Schweiz und Portugal tätig.
Dazwischen war er von 1971 bis 1974 Nationaler Sicherheitsberater des damaligen Staatspräsidenten Anwar as-Sadat sowie von 1978 bis 1980 Stabschef von Außenminister Mustafa Chalil.
Während des Zerfalls der Sowjetunion wurde er 1990 Botschafter in Moskau. Danach war er von 1992 bis 1999 Botschafter in den Vereinigten Staaten sowie anschließend für einige Zeit Botschafter in Belgien und als solcher zugleich als Vertreter bei der Europäischen Union akkreditiert. Im Anschluss war er Direktor des Arabischen Sonderhilfsfonds für Afrika (SAAFA) der Arabischen Liga mit Sitz in Kairo.
Im Mai 2001 wurde er als Nachfolger von Amr Musa von Präsident Muhammad Husni Mubarak zum Außenminister ernannt und war damit der bis dahin vierte Außenminister während der Präsidentschaft Mubaraks. Die Ernennung führte zu teilweisen Irritationen, da auch sein jüngerer Bruder Ali Maher als Kandidat für das Amt genannt wurde. Im Dezember 2003 wurde er bei seinem Besuch in Israel von palästinensischen Extremisten auf dem Tempelberg angegriffen. Am 10. Juli 2004 folgte ihm der bisherige Ständige Vertreter bei den Vereinten Nationen in New York City Ahmed Aboul Gheit als Außenminister.